# Église Saint-Maximilien de Munich
L'église Saint-Maximilien est une église paroissiale catholique romaine de Munich, dans le sud de l'Allemagne. Elle a été construite de 1892 à 1908 sous la conception de Heinrich von Schmidt en style néo-roman. L'église Saint-Maximilien est située sur les rives de l'Isar, en face de la tour du Deutsches Museum.

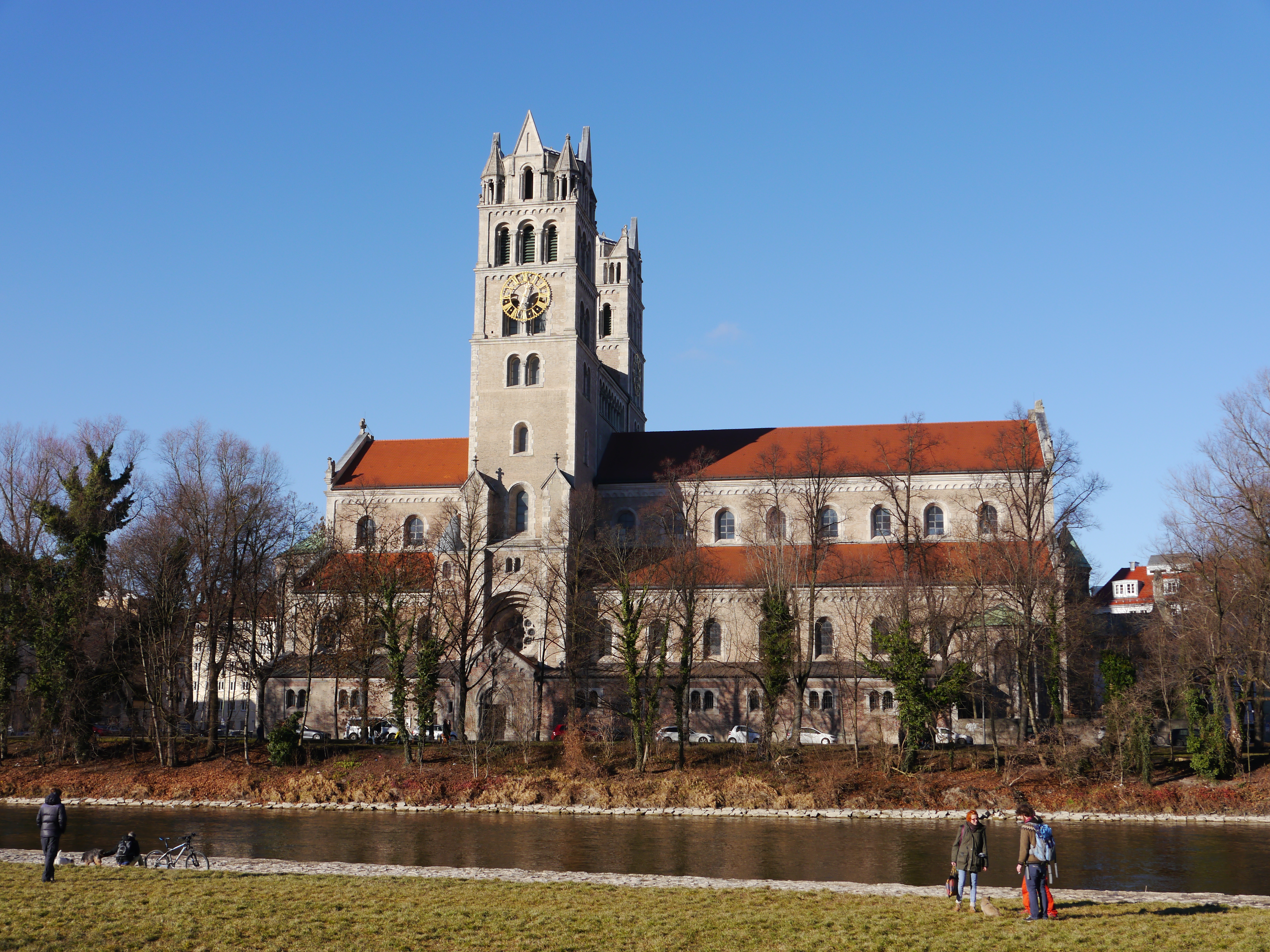
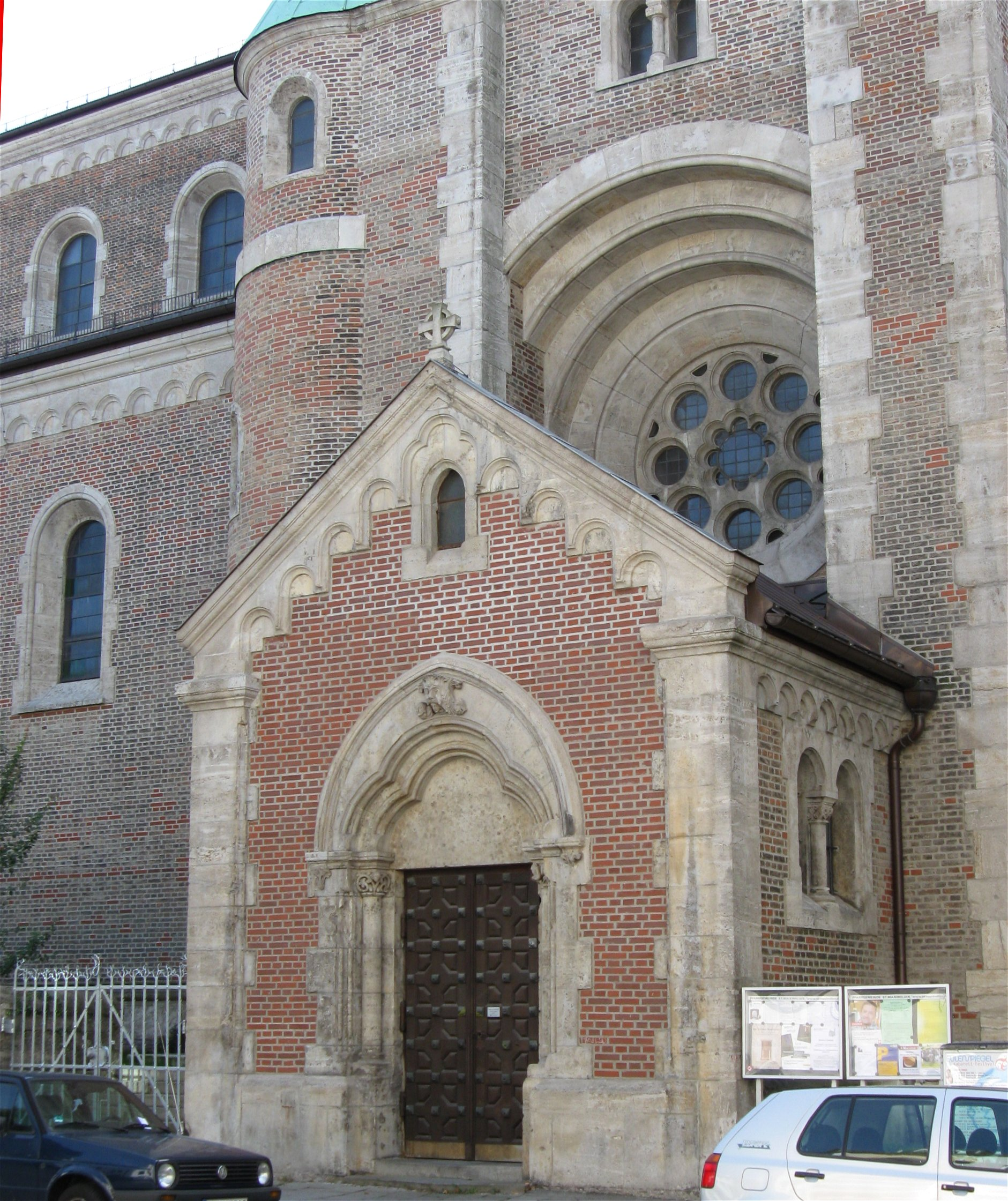
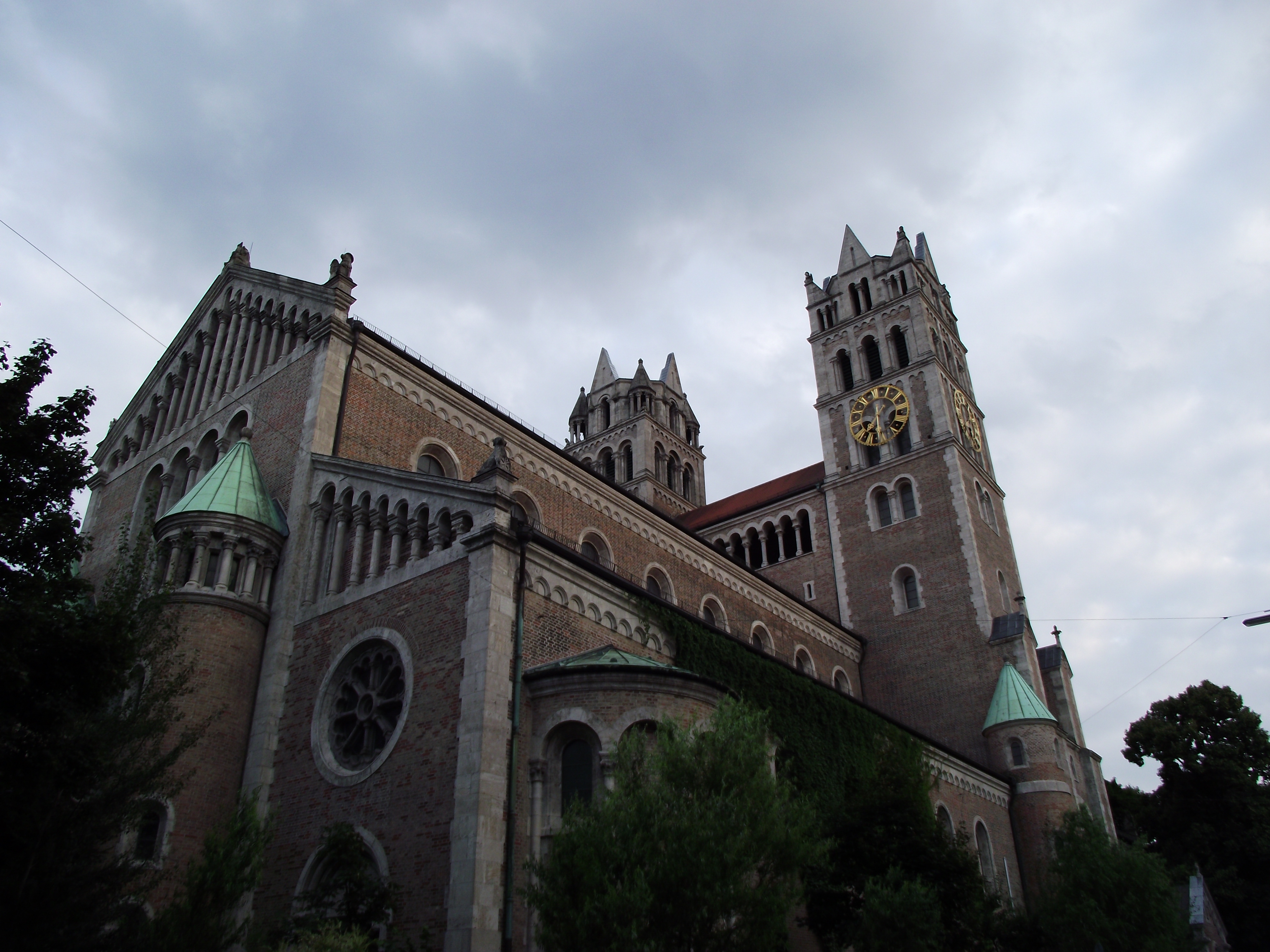
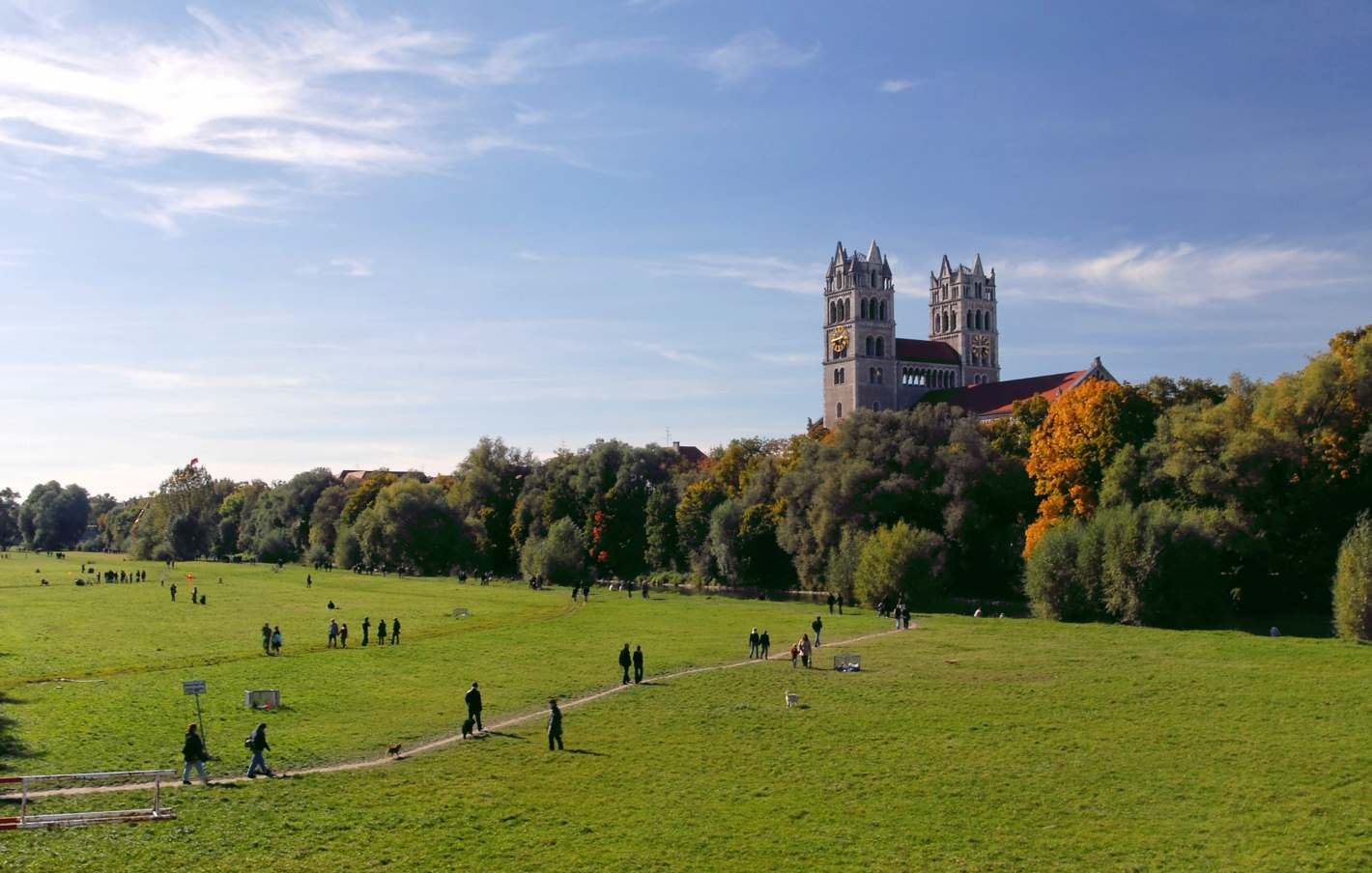
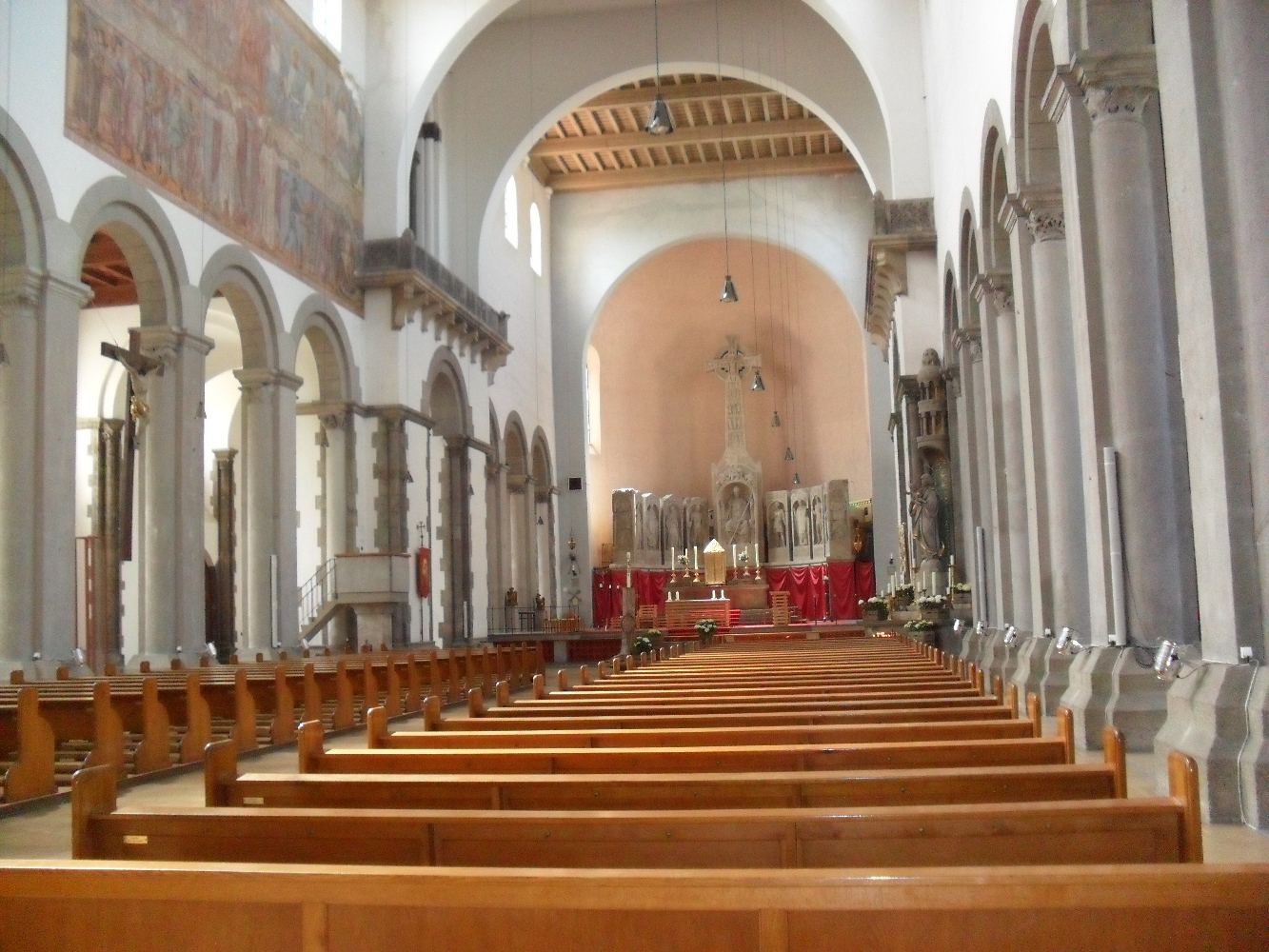